# Neporadza (district de Rimavská Sobota)
Neporadza (allemand : Neporatsch,  hongrois : Naprágy) est un village de Slovaquie situé dans la région de Banská Bystrica.

## Histoire
La première mention écrite du village date de 1254.
La localité fut annexée par la Hongrie après le premier arbitrage de Vienne le 2 novembre 1938. En 1938, on comptait 399 habitants. Elle faisait partie du district de Putnok (hongrois : Putnoki járás). Le nom de la localité avant la Seconde Guerre mondiale était Napraď/Naprágy. Durant la période 1938 - 1945, le nom hongrois Naprágy était d'usage. À la libération, la commune a été réintégrée dans la Tchécoslovaquie reconstituée.

## Démographie

### Évolution de la population
| Année:               | 1994. | 2004.   | 2014.    | 2024.    |
| -------------------- | ----- | ------- | -------- | -------- |
| Nombre de personnes: | 312   | 313     | 251      | 299      |
| Différence:          |       | +0,32 % | -19,80 % | +19,12 % |

| Année:               | 2023. | 2024.   |
| -------------------- | ----- | ------- |
| Nombre de personnes: | 302   | 299     |
| Différence:          |       | -0,99 % |